# Вжещ Євген Ксаверійович
Вжещ Євген Ксаверійович (пол. Eugeniusz Wrzeszcz, 1853, Київська губернія — 5 квітня 1917) — український живописець. Деякий час жив у Києві, у багатьох картинах відобразив пейзажи України.

## Біографія

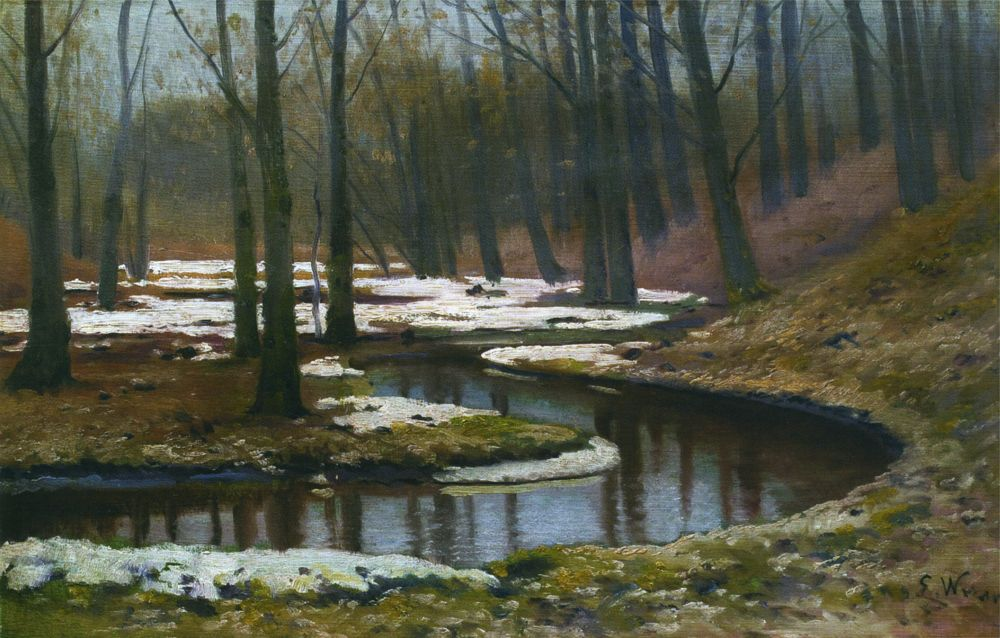
«Лісова річка». Приватна колекція

Вчився в Житомирській гімназії, художню освіту здобув у 1876—1880 роках у Київській рисувальній школі Миколи Мурашка. З 1884 року навчався в Петербурзькій академії мистецтв пізніше — в Мюнхенхенській академії мистецтв. Жив у Києві, у 1885—1888 роках брав участь у виставках передвижників і Товариства південноросійських художників.

## Творчість
Автор пейзажів: «Хата», «Поле», «Дніпро», «Українська хата», «Маки», «При заході сонця», «Хата, освітлена сонцем», «Лісова річка».
Польський критик Генріх Пйонтковський писав: «Є. Вжещ передусім художник України. Знає її і любить.»

## Виноски
1. ↑   Федорук О. Джерела культурних взаємин. Україна в творчості польських художників другої половини XIX — початку XX ст. — К., 1976. — С. 109.